# Beffroi de Carpentras
Le beffroi de Carpentras est un beffroi dominant la place de l'Horloge. Il est le dernier vestige de la première maison communale de la ville. 

## Histoire
Durant la seconde moitié du XVe siècle, la ville de Carpentras était gérée par trois consuls, représentant la noblesse de robe, la noblesse d'épée et la bourgeoisie. En 1470, ce conseil décide de la construction d'une maison commune, surmontée d'un beffroi, à l'emplacement du logis d'Erneus d'Andardy. Ils passent commande à Blaise Lescuyer, architecte déjà auteur sur la commune de la Cathédrale Saint-Siffrein et d'Avignon.
Le beffroi est classé au titre des monuments historiques par arrêté du 13 mai 1987.

## Bâtiment

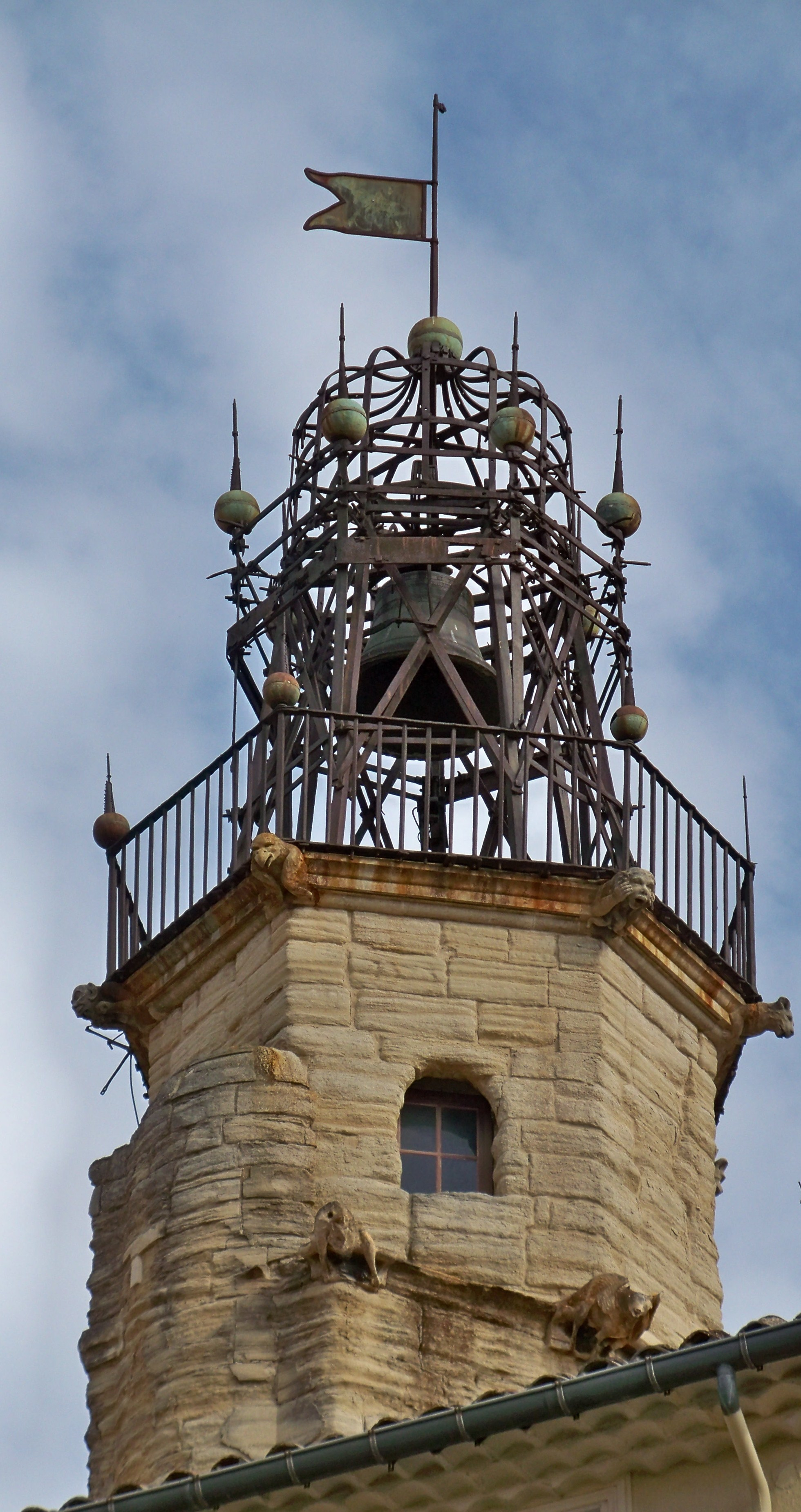
Détail du campanile.

La tour du beffroi est de forme heptagonale, et mesure 22 mètres. Elle est pourvue d'un escalier à vis, qui desservait les étages du bâtiment de l'ancien hôtel de ville. Au rez-de-chaussée de celui-ci, en plus d'une chapelle, se trouvait la salle de stockage des poids pour la farine. Le premier étage regroupait la salle du conseil, les archives et la chambres des comptes. Le dernier étage était réservé à l'arsenal. À la suite de l'effondrement d'une partie de la cathédrale Saint-Siffrein, la ville étant privée de clocher, le conseil décide en 1572 de rehausser le campanile. Ses travaux et sa cloche n'ont été installés qu'en 1576 par Nicolas Clavis. Un incendie a détruit la maison commune en 1713.
Certaines archives, chartes et autres documents ont pu être sauvés des flammes, notamment celles contenu dans le précieux coffre gothique à quatre clefs aujourd’hui conservé au Musée de Carpentras.
À la suite de l’incendie, l’édifice n’abrita plus la Maison Commune qui fut réinstallée dans  l’Hôtel particulier de la famille de la Roque.
Classé au titre de monument historique depuis 1987, le Beffroi est non seulement un important témoignage historique abordant la centralisation de différentes fonctions du gouvernement dans un même lieu mais il est également, via sa construction, ses ajouts et restaurations, la preuve des évolutions artistiques, techniques et matérielles du début de la Renaissance jusqu’au XXe siècle.